# Maria Dulcissima Hoffmann
Maria Dulcissima Hoffmann (właśc. Helena Joanna Hoffmann; ur. 7 lutego 1910 w Zgodzie, zm. 18 maja 1936 w Brzeziu) – polska zakonnica w Zgromadzeniu Sióstr Maryi Niepokalanej, mistyczka i Służebnica Boża Kościoła katolickiego.

## Życiorys
Przyszła na świat 7 lutego 1910 jako Helena w rodzinie Józefa i Albiny z domu Jarzombek. Z siostrami Maryi Niepokalanej zetknęła się w przedszkolu, które prowadziły zakonnice. Do Pierwszej Komunii Św. przystąpiła 5 maja 1921. Duży wpływ na życie Heleny miały częste kontakty z siostrami Maryi Niepokalanej w swej rodzinnej miejscowości. Pomagała im w porządkowaniu kościoła. 1 grudnia 1923 ukończyła szkołę powszechną. Wkrótce potem wstąpiła do Sodalicji Mariańskiej, a w niedzielę Trójcy Świętej 1925 poprosiła przed ołtarzem o powołanie do życia zakonnego. Podczas bierzmowania, 5 maja 1927, przyjęła imię Teresa na cześć św. Teresy od Dzieciątka Jezus, która była jej duchową patronką. We wrześniu tegoż roku złożyła prośbę o przyjęcie do Zgromadzenia Sióstr Maryi Niepokalanej. Została kandydatką do zakonu. Pracowała w przedszkolu w Zgodzie, potem w szpitalu w Szopienicach.
17 marca 1928 rozpoczęła postulat we Wrocławiu. Wkrótce okazało się, iż cierpi na jakąś niezdiagnozowaną wcześniej chorobę, która rozwija się w szybkim tempie, najprawdopodobniej guza mózgu. Mimo kłopotów ze zdrowiem Helena otrzymała zgodę na obłóczyny po czym, 23 października 1929, rozpoczęła nowicjat w Nysie. Po przywdzianiu szat zakonnych przybrała imię Maria Dulcissima. 15 sierpnia 1932, stwierdzono u niej całkowity zanik pamięci i mowy. W październiku 1932, wbrew woli przełożonych, matka Albina zabrała ją do domu rodzinnego w Zgodzie, a od 18 stycznia 1933 przebywała w klasztorze w Brzeziu nad Odrą. Tam w 1934 dostąpiła daru jasnowidzenia. Siostra Dulcissima niejednokrotnie przepowiedziała mające nastąpić zdarzenia. 18 kwietnia 1935 w klasztorze złożyła śluby wieczyste, będąc na łożu boleści. W Wielkim poście 1935 ujawnił się kolejny szczególny dar – wewnętrzne, a przez to niewidzialne na zewnątrz stygmaty, początkowo na rękach i nogach, potem także na sercu. Zmarła 18 maja 1936 o godz. 5:30. Pogrzeb odbył się 22 maja na brzeskim cmentarzu.

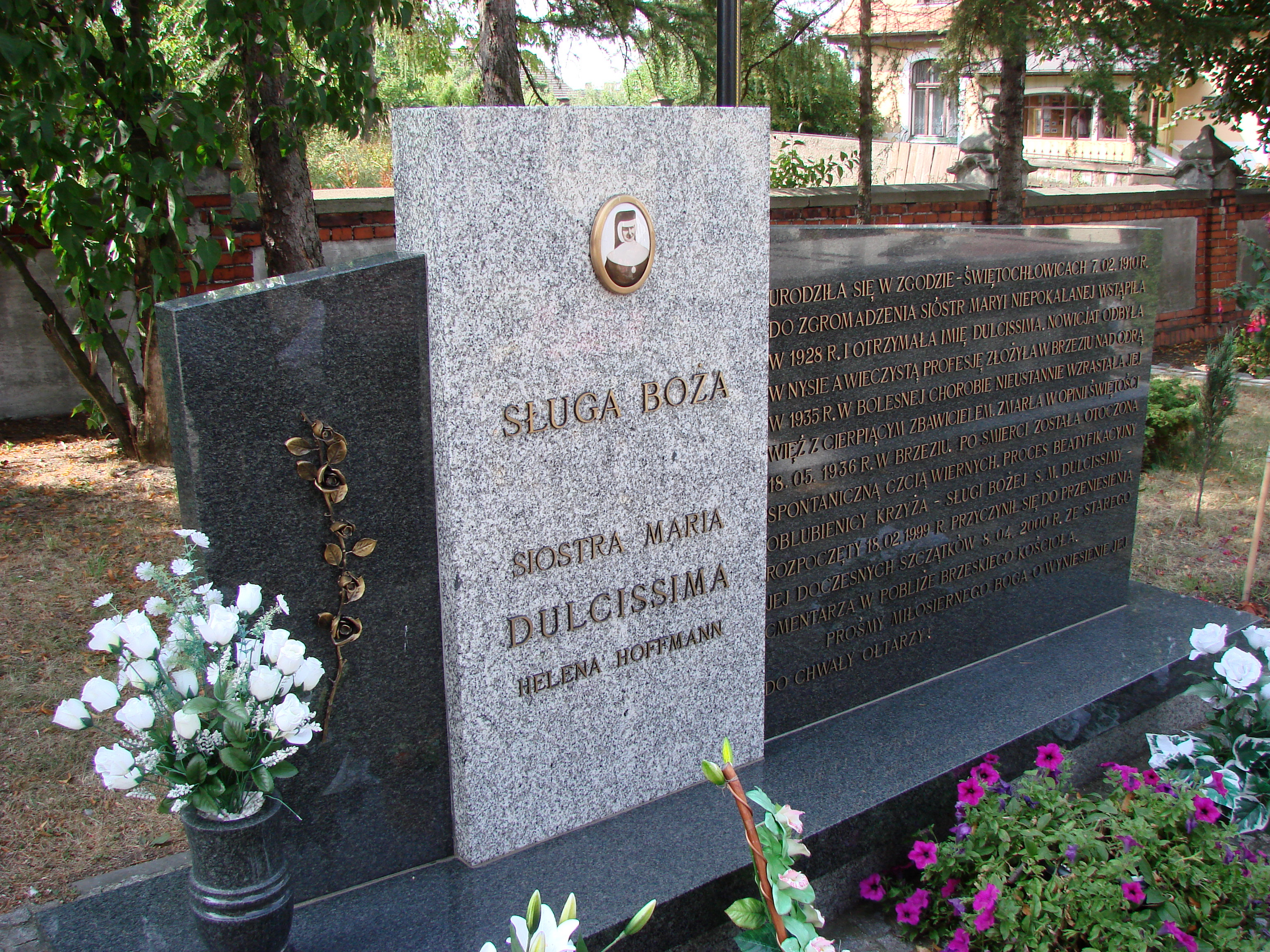
Tablica przy grobowcu Marii Dulcissimy Hoffmann

## Proces beatyfikacji
W październiku 1997 przełożona generalna Sióstr Marii Niepokalanej Matka Angela Kubon SMI wraz z katowicką przełożoną prowincjalną s. Dionizją Patalas SMI przedstawiły metropolicie górnośląskiemu arcybiskupowi Damianowi Zimoniowi wewnętrzne przekonanie sióstr i osób świeckich o świętości życia Marii Dulcissimy. 2 marca 1998, s. Dionizja poprosiła w Warszawie prymasa Józefa Glempa o rozpoczęcie procesu informacyjnego. Dokumenty procesu przesłano do Watykanu 22 kwietnia 1998. Proces beatyfikacyjny na szczeblu diecezjalnym rozpoczął się 18 lutego 1999 w krypcie katedry Chrystusa Króla w Katowicach. Od tej pory przysługuje jej tytuł Służebnicy Bożej. Postulatorem procesu został ks. Alojzy Drozd, a świadkami procesu Kazimierz Darowski i Łucja Bugdol.
8 kwietnia 2000 miała miejsce ekshumacja szczątków świątobliwej Marii Dulcissimy z grobu na starym cmentarzu i przeniesienie ich do sarkofagu przy kościele Św. Apostołów Mateusza i Macieja w Raciborzu-Brzeziu. 18 maja 2019 zakończył się w Brzeziu diecezjalny etap procesu beatyfikacyjnego, po czym akta zostały przesłane do Rzymu.

## Upamiętnienie
- S. Dulcissima została upamiętniona w sali duchowieństwa Panteonu Górnośląskiego w katowickiej archikatedrze[2]
- Powstał film dokumentalny o jej życiu Anioł Dobroci (2019) w reżyserii Przemysława Krakowczyka[3]
- W Świętochłowicach jedną z ulic nazwano jej imieniem (ul. Marii Dulcissimy Hoffmann)[4]